# Ola Morten Græsli
Ola Morten Græsli (ur. 11 kwietnia 1980 r. w Tydal) – norweski narciarz, specjalista kombinacji norweskiej, zawodnik klubu Tydal IL.
Jego córka, Kjersti Græsli, uprawia skoki narciarskie, a wcześniej trenowała również kombinację norweską.

## Kariera
Po raz pierwszy na arenie międzynarodowej Ola Morten Græsli pojawił się w sezonie 1998/1999 Pucharu Świata B, który ukończył na 77. pozycji. Najlepsze wyniki w zawodach tego cyklu osiągnął w sezonie 2006/2007, kiedy zajął 32. miejsce w klasyfikacji generalnej. Græsli tylko raz stanął na podium zawodów tego cyklu: 17 marca 2001 roku w norweskim Mo i Rana był trzeci w starcie masowym.
W Pucharze Świata zadebiutował 1 stycznia 2003 roku w Oberhofie, gdzie zajął 39. miejsce w sprincie. W sezonie 2002/2003 pojawił się jeszcze ośmiokrotnie i 22 stycznia w Hakubie zdobył swoje pierwsze punkty zajmując 18. miejsce w Gundersenie. W tym samym sezonie Norweg stanął także na podium, 8 marca 2003 roku w Oslo był trzeci w sprincie. Wynik ten powtórzył także następnego dnia, w obu przypadkach ulegając tylko Felixowi Gottwaldowi z Austrii oraz Ronny'emu Ackermannowi z Niemiec. Najlepszy wynik w Pucharze Świata osiągnął jednak w sezonie 2004/2005, który ukończył na szesnastym miejscu. Tylko raz stanął na podium - 18 grudnia 2004 roku w Ramsau am Dachstein zajął drugie miejsce w sprincie, przegrywając tylko ze swoim rodakiem Magnusem Moanem. Było to równocześnie ostatnie podium w jego karierze.
W 2003 roku wystartował na Mistrzostwach Świata w Val di Fiemme. Wspólnie z kolegami z reprezentacji zajął czwarte miejsce w konkursie drużynowym, przegrywając walkę o brązowy medal z Finami. W skokach do sprintu Ola Morten zajął dziewiąte miejsce, a w biegu zyskał jeszcze dwie pozycje i rywalizację zakończył na siódmym miejscu. Słabiej wypadł w zawodach metodą Gundersena. W skokach był czternasty, a na trasie biegu stracił jeszcze jedną lokatę i ostatecznie był piętnasty. Była to pierwsza i zarazem ostatnia duża impreza w jego karierze.
Ola Morten Græsli startował w Pucharze Świata aż do zakończenia sezonu 2006/2007. W 2007 roku postanowił zakończyć karierę.

## Osiągnięcia

### Mistrzostwa świata
| Miejsce | Dzień     | Rok  | Miejscowość   | Konkurencja          | Wynik zwycięzcy | Strata      | Zwycięzca       |
| ------- | --------- | ---- | ------------- | -------------------- | --------------- | ----------- | --------------- |
| 15.     | 21 lutego | 2003 | Val di Fiemme | Gundersen K-95/15 km | 37:54.2 min     | +3:08.2 min | Ronny Ackermann |
| 4.      | 24 lutego | 2003 | Val di Fiemme | Sztafeta K-95/4x5 km | 47:23.9 min     | +1:39.8 min | Austria         |
| 7.      | 28 lutego | 2003 | Val di Fiemme | Sprint K-120/7.5 km  | 18:47.8 min     | +38.0 s     | Johnny Spillane |

### Puchar Świata

#### Miejsca w klasyfikacji generalnej
- sezon 2002/2003: 19.
- sezon 2003/2004: 34.
- sezon 2004/2005: 16.
- sezon 2005/2006: 32.
- sezon 2006/2007: 53.

#### Miejsca na podium chronologicznie
| Nr | Data            | Miejscowość | Konkurencja         | Wynik zwycięzcy | Pozycja | Strata  | Zwycięzca       |
| -- | --------------- | ----------- | ------------------- | --------------- | ------- | ------- | --------------- |
| 1. | 8 marca 2003    | Oslo        | Sprint K115/7.5 km  | 19:05.5 min     | 3.      | +42.8 s | Felix Gottwald  |
| 2. | 9 marca 2003    | Oslo        | Sprint K115/7.5 km  | 18:19.2 min     | 3.      | +11.3 s | Ronny Ackermann |
| 3. | 18 grudnia 2005 | Ramsau      | Sprint HS100/7.5 km | 20:21.4 min     | 2.      | +0.8 s  | Magnus Moan     |

### Puchar Kontynentalny

#### Miejsca w klasyfikacji generalnej
- sezon 1998/1999: 77.
- sezon 1999/2000: 34.
- sezon 2000/2001: 42.
- sezon 2001/2002: 57.
- sezon 2002/2003: -
- sezon 2006/2007: 32.

#### Miejsca na podium chronologicznie
| Nr | Data          | Miejscowość | Konkurencja            | Wynik zwycięzcy | Pozycja | Strata | Zwycięzca      |
| -- | ------------- | ----------- | ---------------------- | --------------- | ------- | ------ | -------------- |
| 1. | 17 marca 2001 | Mo i Rana   | Start masowy K90/10 km | ?               | 3.      | ?      | Wilhelm Denifl |

### Letnie Grand Prix

#### Miejsca w klasyfikacji generalnej
- 2003: 48.
- 2004: -
- 2005: 16.
- 2006: 30.